# Anne Delvaux
Anne Delvaux (ur. 20 października 1970 w Liège) – belgijska i walońska polityk oraz dziennikarka, posłanka do Parlamentu Europejskiego VII kadencji.

## Życiorys
Uzyskała licencjat z zakresu komunikacji na Université catholique de Louvain, na tej uczelni studiowała następnie nauki ekonomiczne i społeczne. Początkowo pracowała jako nauczyciel akademicki. Później została dziennikarką RTBF (Belgijskiego Radia i Telewizji Wspólnoty Francuskiej).
W 2007 uzyskała mandat senatora z ramienia Centrum Demokratyczno-Humanistycznego. W wyborach w 2009 z ramienia walońskich chadeków została wybrana na deputowaną do Parlamentu Europejskiego VII kadencji.